# Pointless Nostalgic
Pointless Nostalgic è il secondo album di Jamie Cullum ma il primo prodotto da un'etichetta discografica. È uscito nel 2002 con la Candid Records.

## Tracce
1. "You and the Night and the Music" (Howard Dietz, Arthur Schwartz) – 4:09
2. "I Can't Get Started" (Vernon Duke, Ira Gershwin) – 5:15
3. "Devil May Care" (Johnny Burke, Harry Warren) – 3:24
4. "You're Nobody Till Somebody Loves You" (James Cavanaugh, Russ Morgan, Larry Stock) – 3:43
5. "Pointless Nostalgic" (Jamie Cullum, Ben Cullum) – 4:03
6. "In the Wee Small Hours of the Morning" (Bob Hilliard, David Mann) – 6:28
7. "Well, You Needn't" (Thelonious Monk) – 3:21
8. "It Ain't Necessarily So" (George Gershwin, I. Gershwin) – 4:31
9. "High and Dry" (Greenwood, Greenwood, O'Brian, Selway, Yorke) – 4:54
10. "Too Close for Comfort" (Jerry Bock, Larry Holofcener, George David Weiss) – 3:25
11. "A Time for Love" (Johnny Mandel, Paul Francis Webster) – 5:06
12. "Lookin' Good" (Dave Frishberg) – 3:10
13. "I Want to Be a Popstar" (Jamie Cullum) – 4:02

## Musicisti
- Jamie Cullum - Piano e voce
- Martin Shaw - Tromba
- Martin Gladdish - Trombone
- Matt Wates - Sassofono
- Dave O'Higgins - Sassofono
- Ben Castle - Sassofono
- Geoff Gascoyne - Basso
- Sebastiaan de Krom - Batteria